# Усть-Заган
Усть-Зага́н (бур. Заганай Адаг) — село в Бичурском районе Бурятии. Входит в сельское поселение «Посельское».

## География
Расположено на правом берегу реки Хилок, при впадении речки Заган, в 14 км к северу от центра сельского поселения, села Поселье, в 6,5 км к востоку от региональной автодороги Р441 Мухоршибирь — Бичура — Кяхта.

## Население
| 2002 | 2010 |
| ---- | ---- |
| 37   | ↘32  |